# Achroomyces
Achroomyces Bonord. – rodzaj grzybów z rodziny płaskolepkowatych (Platygloeaceae). 

## Charakterystyka
Saprotrofy rosnące na drewnie oraz na odchodach zwierząt roślinożernych, niektóre gatunki są pasożytami innych grzybów. Wytwarzają pęcherzykowate, dyskowate lub płasko rozpostarte owocniki o galaretowatej konsystencji.

## Systematyka i nazewnictwo
Pozycja w klasyfikacji: Platygloeaceae, Platygloeales, Incertae sedis, Pucciniomycetes, Pucciniomycotina, Basidiomycota, Fungi (według Index Fungorum).
Dla wielu gatunków należących do rodzaju Achroomyces ustalił naukową nazwę polski mykolog Władysław Wojewoda. Początkowo dla rodzaju tego podał polską nazwę płaskolepek, w swoim nowszym opracowaniu z 2003 r. płaskolepkiem nazwał rodzaj Platygloea, do którego przeniesiono większość występujących w Polsce gatunków z rodzaju  Achroomyces.

## Niektóre gatunki
- Achroomyces abditus (Bandoni) Hauerslev 1993
- Achroomyces arachidosporus Trichiès 2007
- Achroomyces arrhytidiae (L.S. Olive) Wojewoda 1977
- Achroomyces australis (McNabb) Wojewoda 1981
- Achroomyces blastomyces (Möller) Wojewoda 1981
- Achroomyces brunneus (G.W. Martin) Wojewoda 1981
- Achroomyces carneus (Pat.) Wojewoda 1981
- Achroomyces carolinianus (Coker) Wojewoda 1981
- Achroomyces carpineus Grove 1922
- Achroomyces chlamydospora P. Roberts 2002
- Achroomyces cissi (Pat.) Wojewoda 1981
- Achroomyces decipiens (G.W. Martin) Wojewoda 1981
- Achroomyces dennisii P. Roberts 2006
- Achroomyces effusus (J. Schröt.) Mig. 1912 – tzw. płaskolepek rozpostarty
- Achroomyces fibrosus (Pat.) Wojewoda 1981
- Achroomyces fimicola (J. Schröt.) Mig. 1910
- Achroomyces henricii P. Roberts 1997
- Achroomyces insignis Hauerslev 1993
- Achroomyces lagerstroemiae (Coker) Wojewoda 1981
- Achroomyces longibasidius (Lowy) Wojewoda 1981
- Achroomyces longisporus (Hauerslev) Hauerslev 1993
- Achroomyces lotharingus Trichiès 2003
- Achroomyces lumbricifer P. Roberts 2001
- Achroomyces lunaticonidiatus Van de Put 2000
- Achroomyces micrus (Bourdot & Galzin) Wojewoda 1977
- Achroomyces opalinus (P.H.B. Talbot) Wojewoda 1981
- Achroomyces pachysterigmata P. Roberts 1997
- Achroomyces pseudoconidiatus Van de Put 2004
- Achroomyces robertsii Trichiès 1997
- Achroomyces sibiricus Hauerslev 1999
- Achroomyces soranus Hauerslev 1999
- Achroomyces sphaerosporus (G.W. Martin) Wojewoda 1981
- Achroomyces subabditus (Hauerslev) Hauerslev 1993
- Achroomyces subvestitus (L.S. Olive) Wojewoda 1981
- Achroomyces succineus (Pat.) Wojewoda 1981
- Achroomyces tiliae (Lasch) Höhn. 1904
- Achroomyces unisporus (L.S. Olive) Wojewoda 1981

Wykaz gatunków (nazwy naukowe) na podstawie Index Fungorum. Uwzględniono tylko gatunki zweryfikowane o potwierdzonym statusie. Nazwy polskie według Władysława Wojewody.